# Lindersköld
Lindersköld är en svensk adelsätt, med samma ursprung som en gren av ätten Liljenstolpe.
Ättens äldste kände stamfader är Olof Nilsson (1640-1721) som var frälsebonde i Glanshammars socken. En ättling till denne, Axel Johan Lindblom, var gift med italienskan Regina Margaretha Pallavicini, och hade med henne bl.a. sonen Lars Axel Lindblom, som adlades Liljenstolpe och Jacob Axelsson Lindblom, som var professor skytteanus och ärkebiskop. Jacob Axelsson Lindblom var gift två gånger. Första hustrun Gunilla Margareta Fondin var dotter till Berge Frondin, sondotter till Elias Frondin och var Bureättling. I det äktenskapet föddes bergsrådet Axel Johan Lindblom. Andra äktenskapet ingicks med kammarfrun Sophia Ulrica Söderberg. I det äktenskapet föddes majoren i Generalstaben Gustaf Adolph Lindblom.
Ärkebiskopens båda söner adlades av Gustaf IV Adolf 1802 för faderns förtjänster med namnet Lindersköld. Ätten introducerades på Riddarhuset året därefter på nummer 2176.
Gustaf Adolph Lindersköld var gift med en syster till Gustaf af Wetterstedt. Den ättegrenen slocknade 1880. Den fortlevande ätten härstammar från bergsrådet Axel Johan Lindblom som till hustru hade en kusin, Anna Tidén, vars mor Sigrid Frondin var hans moster.